# 博南薩 (北大西洋自治區)

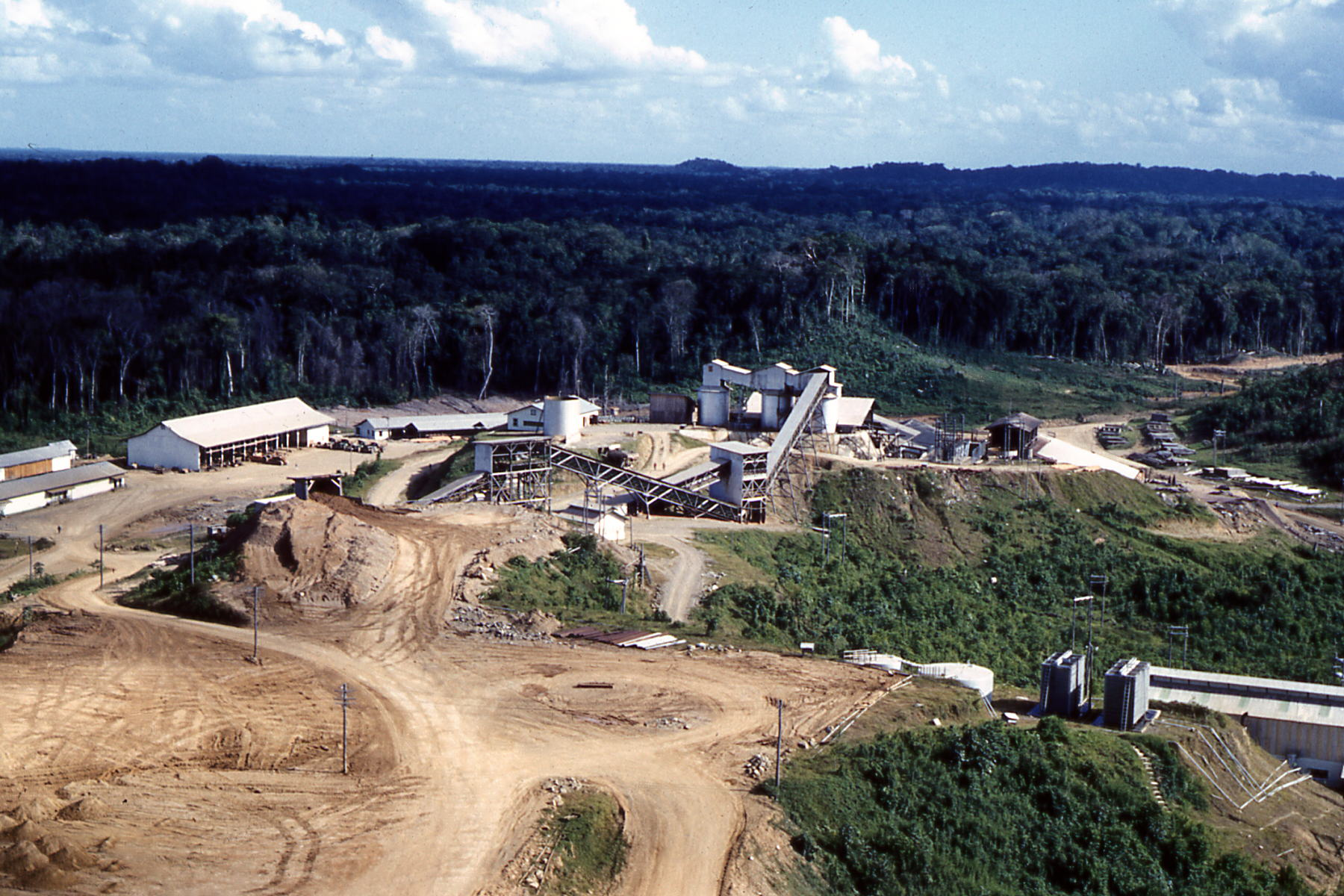

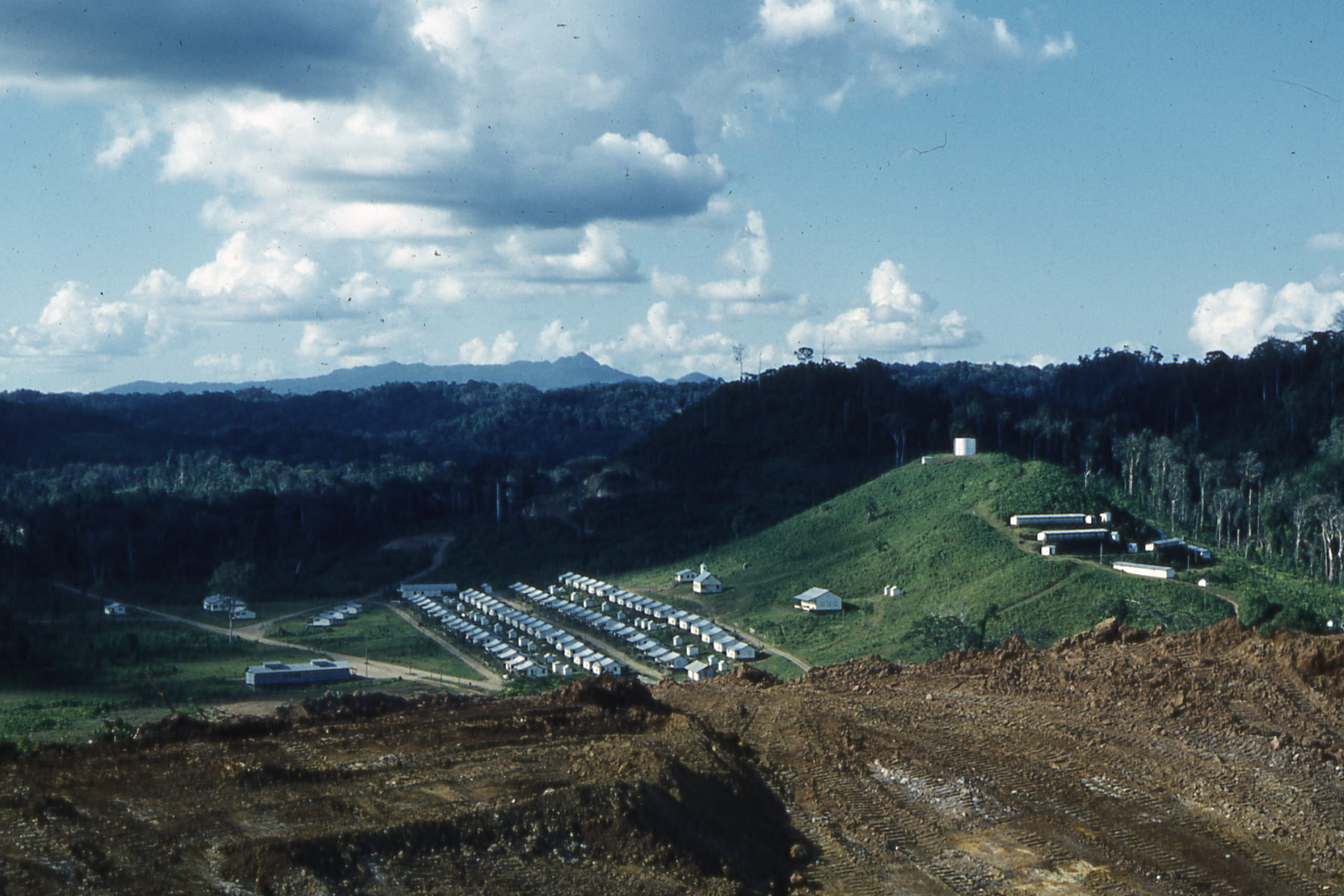

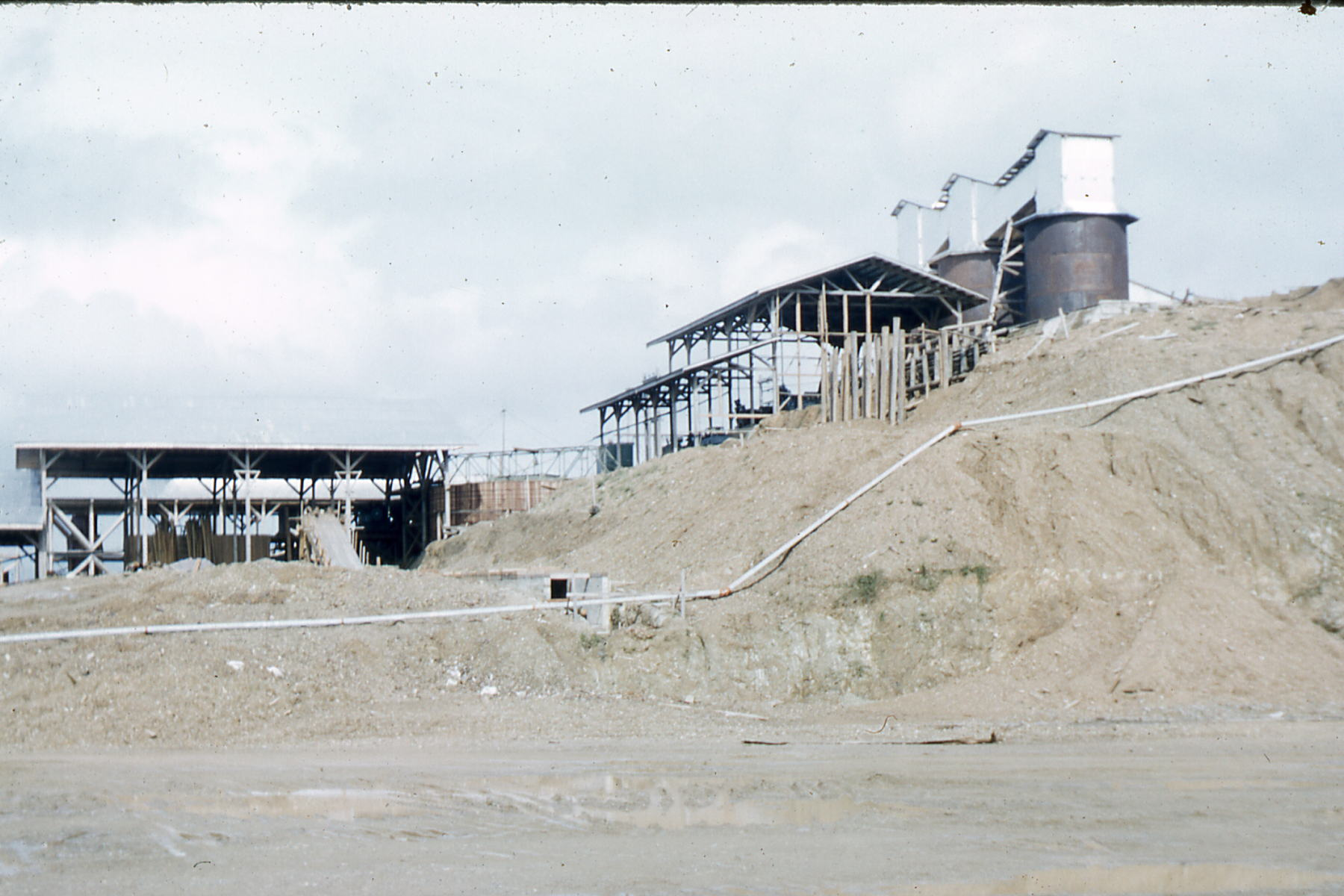

博南薩（西班牙語：Bonanza），是尼加拉瓜的城鎮，位於該國東北部，由北大西洋自治區負責管轄，面積1,898平方公里，海拔高度265米，2005年人口18,633，人口密度每平方公里9.82人。
14°01′N 84°35′W / 14.017°N 84.583°W